# Sophie Briante Guillemont
Pour les articles homonymes, voir Briante.
Sophie Briante Guillemont est une femme politique franco-argentine, sénatrice représentant les Français de l'étranger depuis 2024. Juriste, docteure en droit, elle succède à Jean-Pierre Bansard après son décès.

## Biographie
Née à Buenos Aires, le 27 septembre 1991, Sophie Briante Guillemont grandit en Argentine où elle effectue sa scolarité au lycée franco-argentin Jean-Mermoz de Buenos Aires. Elle est la fille de l'écrivain argentin Miguel Briante.
Diplômée de Sciences Po Paris, elle réalise sa thèse de doctorat à l'université Paris 1 Panthéon-Sorbonne, sous la direction de Dominique Rousseau en contentieux constitutionnel électoral.
Elle commence sa carrière professionnelle à la Mairie de Paris, en intégrant le cabinet de Myriam El Khomri, alors adjointe au maire de Paris chargée de la prévention et de la sécurité, avant de développer une activité en conseil politique et électoral.
Positionnée à gauche politiquement, elle rejoint l’Alliance solidaire des Français de l'étranger (ASFE)  dont elle devient secrétaire générale en 2018, puis le Sénat en tant que collaboratrice des élus de ce parti fondé par Jean-Pierre Bansard en 2009.
A son entrée au Sénat en 2024, elle devient la seconde plus jeune sénatrice, et la plus jeune membre de la Commission des lois du Sénat.
Le Président du Sénat la nomme en octobre 2024 au conseil d'administration de l'Agence française de développement (AFD). Elle est également membre de l'Union Interparlementaire et de l'Assemblée parlementaire de la francophonie.